# Ozyptila sedotmikha
Ozyptila sedotmikha är en spindelart som beskrevs av Levy 2007. Ozyptila sedotmikha ingår i släktet Ozyptila och familjen krabbspindlar.
Artens utbredningsområde är Israel. Inga underarter finns listade i Catalogue of Life.